# Chikkasulikere, Ramanagara
Chikkasulikere là một làng thuộc tehsil Ramanagara, huyện Ramanagara, bang Karnataka, Ấn Độ.